# اسپارکلهورس
اسپارکلهورس (انگلیسی: Sparklehorse) گروه موسیقی ایندی راک آمریکایی بود که سال ۱۹۹۵ توسط مارک لینکوس بنیان گذاشته شد و با خودکشی او در سال ۲۰۱۰ فروپاشید.
گروه با هنرمندان و گروه‌های سرشناسی ازجمله تام ویتس، ردیوهد، دیوید لینچ، پی جی هاروی و دنجر ماوس در اجرا و تهیهٔ آلبوم همکاری داشت.